# Mỏ than Jharia
Mỏ than Jharia là một mỏ than lớn nằm ở ở Jharia, Jharkhand, phía đông của Ấn Độ. Jharia có trữ lượng than lớn nhất ở Ấn Độ với trữ lượng ước tính khoảng 19,4 tỷ tấn than luyện cốc. Mỏ than đóng góp quan trọng cho nền kinh tế địa phương, với việc sử dụng phần lớn dân số địa phương dưới hình thức trực tiếp hoặc gián tiếp.
Các cánh đồng đã bị cháy bởi than đá ít nhất kể từ năm 1916, dẫn đến 37 triệu tấn than bị tiêu thụ bởi đám cháy, gây sụt lún mặt đất đáng kể và ô nhiễm nước và không khí trong các cộng đồng địa phương bao gồm cả thành phố Jharia. Hậu quả là ô nhiễm đã dẫn đến việc một cơ quan chính phủ được chỉ định để di chuyển dân cư địa phương, tuy nhiên, việc di dời đã đạt được rất ít tiến bộ.

## Mỏ than

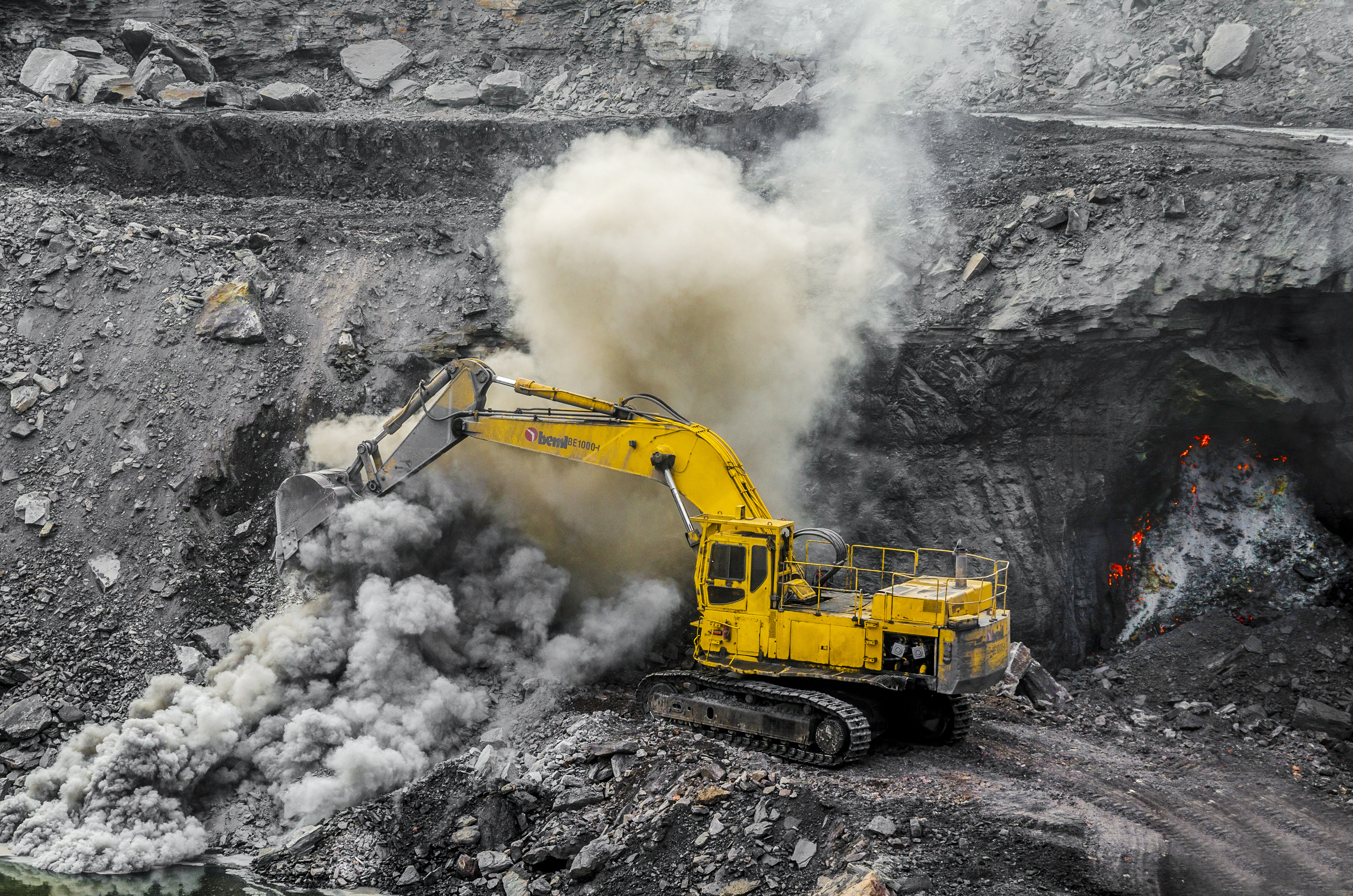
Khai thác than ở mỏ than Jharia

Mỏ than nằm trong thung lũng sông Damodar, và bao gồm khoảng 110 dặm vuông (280 km vuông), với phần lớn là than bitum phù hợp cho ngành luyện than cốc. Phần lớn than của Ấn Độ đến từ Jharia. Các mỏ than Jharia là kho chứa than cốc nguyên chất quan trọng nhất của Ấn Độ được sử dụng trong các lò cao, bao gồm 23 mỏ lớn dưới lòng đất và 9 mỏ lộ thiên lớn.

## Lịch sử
Các hoạt động khai thác tại các mỏ than này bắt đầu vào năm 1894 và thực sự tăng trưởng đáng kể vào năm 1925. Những người Ấn Độ đầu tiên đến và phá vỡ thế độc quyền của người Anh trong lĩnh vực khai thác than là các nhà thầu đường sắt Gujarati từ Kutch và một số người trong số họ đã quyết định lao vào kinh doanh khai thác than và do đó, là những người tiên phong trong việc bắt đầu khai thác than ở vành đai các mỏ than Jharia vào khoảng năm 1890–95. Tại vành đai Jharia-Dhanbad, Seth Khora Ramji Chawda là người Ấn Độ đầu tiên phá vỡ sự độc quyền của người châu Âu và thành lập Khas Jharia, Golden Jharia, Fatehpur, Balihari, Khas Jeenagora, East Bagatdih Collieries cùng với các anh em của họ là Teja Ramji Chawda, Jetha Lira Jethwa, Akhoy Ramji Chawda, Pachan Ramji Chowra giữa năm 1894 và 1910. Trong Pure Jharia Colliery Khora Ramji và các anh em là cộng sự với Diwan Bahadur DD Thacker.